# Grzybówka górska
Grzybówka górska (Mycena urania (Fr.) Quél.) – gatunek grzybów z rodziny grzybówkowatych (Mycenaceae).

## Systematyka i nazewnictwo
Pozycja w klasyfikacji według Index Fungorum: Mycena, Mycenaceae, Agaricales, Agaricomycetidae, Agaricomycetes, Agaricomycotina, Basidiomycota, Fungi.
Takson ten opisał w 1818 r. Elias Fries nadając mu nazwę Agaricus uranius. Obecną, uznaną przez Index Fungorum nazwę nadał mu Lucien Quélet w 1872 r.
Polską nazwę nadała Maria Lisiewska w 1987 r.

## Morfologia
Kapelusz
Średnica 5–16 mm, stożkowy lub wypukły, potem paraboliczny, bruzdowany, półprzeźroczyście-prążkowany. Powierzchnia oprószona, aksamitna, początkowo czarniawo fioletowa, następnie niebieskawo szara lub szarawa, czasem ze słabym fioletowym odcieniem, na środku ciemnoszara, w starszych okazach zmieniająca się w szarą lub szarobrązową.
Blaszki
W liczbie 12–20 dochodzących do trzonu, wypukłe, wąsko przyrośnięte, ale nie zbiegające z zębem. U młodych osobników czasami fioletowo-niebieskie, potem o barwie od białej do szarej, niekiedy z brązowawym rumieńcem, brzeg w kolorze białym.
Trzon
Wysokość 20–65 cm, grubość 0,5–1 mm, walcowaty, w środku pusty, prosty lub wygięty. Powierzchnia oprószona, z wyjątkiem wierzchołka aksamitna, o barwie od liliowoszarej do szarej, ciemniejsza w kierunku podstawy, która pokryta jest białymi włókienkami.
Miąższ
Bez wyraźnego zapachu i smaku.
Cechy mikroskopowe
Podstawki 23–25 × 7–8 µm, maczugowate, 4-zarodnikowe, rzadko 2-zarodnikowe. Zarodniki na podstawkach 4-zarodnikowych 7–10 × 3,5–5,5 µm, Q = 1,6–2,5, Qav ≈ 1,9, pipetowate, gładkie, amyloidalne. Cheilocystydy 19–50 × 8,5–25 µm, tworzące sterylne pasma, maczugowate lub spiczaste, przeważnie z długimi szyjkami, na wierzchołkach pokryte kilkoma lub licznymi brodawkami lub prostymi lub zakrzywionymi naroślami o długości do10 µm i szerokości 0,5–1 µm. Pleurocystydy podobne. Trama blaszek dekstrynoidalna. Strzępki włosków w skórce kapelusza o szerokości 2–8 µm, gęsto pokryte brodawkami lub krótkimi cylindrycznymi, prostymi lub rozgałęzionymi naroślami 2,5 × 0,5–1 µm. Strzępki warstwy korowej trzonu o szerokości 2–3,5 µm, pokryte cylindrycznymi wypukłościami 0,5–2 × 2 µm, komórki końcowe o szerokości do 8 µm, maczugowate. Sprzążki występują w strzępkach wszystkich części grzyba.

## Występowanie i siedlisko
Znane jest występowanie grzybówki górskiej w niektórych krajach Europy. W Polsce do 2003 r. podano jedyne jej stanowisko w Babiogórskim Parku Narodowym (M. Bujakiewicz 1979). W Polsce gatunek rzadki. Znajduje się na Czerwonej liście roślin i grzybów Polski. Ma status E – gatunek zagrożony wymarciem, którego przetrwanie jest mało prawdopodobne, jeśli nadal będą działać czynniki zagrożenia.
Grzyb saprotroficzny. Występuje w lasach iglastych wśród mchów i igliwia.